# Folke Nihlfors
Folke Uno Nihlfors (i riksdagen kallad Nihlfors i Hammarbyhöjden), född 19 juni 1910 i Mariehamn, Åland, död 23 juli 1994 i Stockholm (Farsta), var en svensk ämbetsman och politiker (folkpartist).
Folke Nihlfors gjorde karriär i Riksförsäkringsverket 1930–1968, från 1964 som byrådirektör. Åren 1969–1976 var han organisationsdirektör i Försvarets rationaliseringsinstitut. Han var fackligt engagerad och var ledamot i styrelsen för Civila statsförvaltningens tjänstemannaförbund (senare Statstjänstemannaförbundet) 1943–1969, år 1954 som 2:e vice ordförande och 1963–1969 som 1:e vice ordförande.
Han var riksdagsledamot för folkpartiet i andra kammaren för Stockholms stads valkrets 1949–1960 samt 1965–1968. I riksdagen var han bland annat suppleant i statsutskottet 1950–1960 samt ledamot i samma utskott 1965–1968. Som riksdagspolitiker arbetade han främst med frågor kring statsanställdas villkor, men han engagerade sig också i bland annat skolfrågor och mot rasdiskriminering.
Folke Nihlfors är gravsatt i minneslunden på Skogskyrkogården i Stockholm.